# Comuniunea Anglicană
Comuniunea Anglicană este a patra confesiune creștină ca mărime. Fondată în 1867 la Londra, Anglia, comuniunea are în prezent 85 de milioane de membri în cadrul Bisericii Anglicane și a altor biserici naționale și regionale în deplină comuniune. Originile tradiționale ale doctrinelor anglicane sunt rezumate în cele Treizeci și nouă de articole (1571). Arhiepiscopul de Canterbury (actualmente Justin Welby) din Anglia acționează ca un focus al unității, recunoscut drept primus inter pares („primul dintre egali”), dar nu exercită autoritate în provinciile anglicane din afara Bisericii Angliei.
Comuniunea anglicană a fost fondată la Conferința Lambeth din 1867 la Londra, Anglia, sub conducerea lui Charles Longley, arhiepiscopul de Canterbury. Bisericile din comuniunea anglicană se consideră că fac parte din Întru Una, Sfântă, Sobornicească și Apostolească Biserică și sunt atât catolice, cât și reformate. Deși aliniată cu Biserica Angliei, comuniunea are o multitudine de credințe, liturghii și practici, inclusiv evanghelice, liberale și anglo-catolice. Fiecare își păstrează propriul proces legislativ și politicul episcopal sub conducerea primatelor locale. Pentru unii adepți, anglicanismul reprezintă un catolicism non-papal, pentru alții o formă de protestantism, deși fără o persoană ghidătoare precum Luther, Knox, Calvin, Zwingli sau Wesley, sau pentru alții o combinație a celor doi.
Majoritatea celor 85 de milioane de membri ai săi locuiesc în Anglosfera fostelor teritorii britanice. Participarea deplină la viața sacramentală a fiecărei biserici este disponibilă tuturor membrilor comunicanți. Datorită legăturii lor istorice cu Anglia (Ecclesia Anglicana înseamnă „Biserica Engleză”), unele dintre bisericile membre sunt cunoscute ca „anglicane”, cum ar fi Biserica Anglicană din Canada. Alții, de exemplu, Biserica Irlandei, bisericile episcopale scoțiene și americane au nume oficiale care nu includ „Anglican”. (În plus, acum există biserici care au plecat numite „anglicane” care nu sunt în Comuniune.)

## Legături externe
- Site web oficial
- Anglicans Online
- Decentralised nature of worldwide Anglicanism
- Project Canterbury Anglican historical documents from around the world
- Brief description and history of the Anglican Communion